# Gonzalo Bertrán
Gonzalo Bertrán Martínez-Conde (Santiago, 24 de enero de 1945-ibid., 30 de enero de 2001) fue un director de televisión chileno, realizador de exitosos programas en Televisión Nacional de Chile y en la Corporación de Televisión de la Pontificia Universidad Católica de Chile.

## Biografía
Gonzalo Bertrán, quien estudió educación media en el liceo Manuel Barros Borgoño,[cita requerida] era un periodista egresado de la Universidad de Chile con estudios de dirección en la Universidad de Austin en Estados Unidos.Director de la Escuela de Periodismo U.Chile 1974 a 1977.
Se casó con Marisa Sepúlveda Urzúa, con quien tuvo sus cuatro hijos y el único que siguió sus pasos, fue Eduardo, quien por consiguiente también es director.

## Carrera profesional

### Televisión Nacional de Chile
En 1969, fue uno de los 52 fundadores de Televisión Nacional de Chile (TVN), donde empezó una carrera que duró hasta 1975. El 21 de diciembre de 1971 fue escogido por el Congreso Pleno como representante del Congreso Nacional en el directorio de TVN, luego del fallecimiento de José Dolores Vásquez Muruaga.
En TVN realizó el debate presidencial Decisión 70 y un programa musical conducido por César Antonio Santis llamado 120 kilómetros por hora; en este último programa, se formó una de las grandes duplas de la televisión chilena, y juntos también realizaron Kukulina Show, el último programa de Bertrán en TVN, luego de que se le involucrara en una situación mal vista por las autoridades del canal y fuera posteriormente despedido junto con Santis.

### Canal 13
Luego de ser despedido de TVN, fue recibido junto con Santis en Corporación de Televisión de la Pontificia Universidad Católica de Chile. Junto con él, se inició la época más exitosa de Bertrán: en 1979 condujo Lunes gala y Esta noche fiesta; desde mediados de los años 1980 hasta 1995, Martes 13, considerado el último gran estelar de la televisión chilena. También en esos años se le concedió la dirección de eventos, como la visita de Juan Pablo II a Chile y del programa político De cara al país. En 1995, empezó su último programa, Viva el lunes, con la conducción de Kike Morandé, Cecilia Bolocco y Álvaro Salas.

## Enfermedad y fallecimiento
Desde 1986, Bertrán debió conllevar su calidad de ser el director más importante de Canal 13 con una leucemia que se trataba en Estados Unidos. Ya en 2000, el profesional estaba con su salud cada vez más deteriorada, y el 2 de enero de 2001 fue finalmente desahuciado, por lo que regreso de inmediato a Chile para pasar sus últimos días junto a su familia y con tratamientos paliativos para evitar fuertes recaídas antes de su muerte.
Tras finalizar Viva el lunes y luego de la partida de Kike Morandé a Megavisión, Bertrán falleció en Santiago el 30 de enero de 2001. Tras su muerte, Canal 13 lo homenajeó con la participación de los ya exanimadores de Viva el Lunes en un episodio emitido el lunes 5 de febrero de 2001. En su funeral, su féretro fue conducido por las afueras de los estudios de Canal 13 y de Televisión Nacional de Chile.
Cabe mencionar que Bertrán antes de fallecer, fue el gran mediador del regreso de reconocidos humoristas al escenario de la Quinta Vergara con motivo del Festival Internacional de la Canción de Viña del Mar, puesto que la primera edición del certamen que fue emitida por Canal 13 en el año 2000 contó con su dirección general y la del año siguiente también estaría a su cargo. En primera instancia logró convencer a Coco Legrand de regresar al show luego de jurar 20 años atrás no pisar el escenario viñamarino producto de un escándalo que protagonizó con los organizadores de aquella edición de 1980, y es en aquella oportunidad que el director le brinda todo su respaldo al humorista, más aún porque le aseguró que la entonces estación católica, con la cual Legrand tenía contrato por ser panelista de un programa del canal, también lo apoyaría tajantemente. 
Posteriormente y ya pocos meses antes de morir, con su ya muy deteriorado estado de salud, también logró convencer al dúo humorístico Dinamita Show conformado por Paul Vásquez «El Flaco» y Mauricio Medina «El Indio» que volviesen a juntarse luego de una mediática ruptura y así actuasen en la edición de 2001 la cual Bertrán no alcanzó a dirigir pese a estar contemplado para hacerlo si es que fallecía meses después de la fecha en la que realmente ocurrió dicho acontecimiento. Los tres humoristas agradecieron la labor de Bertrán para volver a subirse al escenario de Viña del Mar, tanto en vida (en el caso de Legrand) como de forma póstuma (en el caso del dúo humorístico antes mencionado).

## Filmografía

#### Televisión Nacional de Chile
- Decisión 70 (1970).
- Festival de Viña del Mar 1971
- 120 kilómetros por hora (1972-1973).
- Buenas noches (1973-1974).
- Mundial de Fútbol Alemania Occidental 1974 (1974).
- Kukulina Show auspiciado por Savory (1974-1975).

#### Canal 13
- Especiales musicales (1976-1977).
- Sábados Gigantes Estelares (1976-1978)
- Un millón para el mejor (1977-1979).
- Esta noche fiesta (1978).
- Mundial de Fútbol Argentina 1978 (1978).
- Los gigantes del mundial (1978-1998).
- Noche de gigantes (1978-1985).
- Lunes gala (1979).
- Veinte años junto a usted (1979).
- Nuestra hora (1979-1982).
- Aplauso (1980).
- Raquel y César Antonio presentan... (1982).
- Esperando el Mundial (1982).
- Mundial de Fútbol España 1982 (1982).
- Martes 13 (1983-1995).
- Chile ayuda a Chile (1985).
- Mundial de Fútbol México 1986 (1986).
- Lo mejor del Mundial 86 (1986).
- Festival OTI de la canción (1986).
- Visita de Juan Pablo II a Chile (1987).
- De cara al país (1988).
- Treinta años junto a usted (1989).
- Debate Presidencial (1989).
- Mundial de Fútbol Italia 1990 (1990).
- Lo mejor del Mundial (1990).
- Lo mejor es Conversar (1990-1991). junto con Eduardo Domínguez
- Final de la Copa Libertadores de América (1991).
- Miss mundo Una Reina para Chile (1992).
- Buenas noches America (1992).
- Noche de ronda (1993-1998).
- Soldarios Siempre (1993).
- Debate Presidencial (1993).
- Un noche de estrellas (1993-1994).
- Mundial de Fútbol Estados Unidos 1994 (1994).
- Lo mejor del Mundial (1994).
- Viva el lunes (1995-2001).
- Vamos chilenos (1997).
- Buenas noches Cecilia (1997).
- El Show de Video Match (1998).
- Viva el mundial (1998).
- Mundial de Fútbol Francia 1998 (1998).
- Lo mejor del Mundial (1998).
- Cuarenta años juntos (1999).
- Debate Presidencial (1999).
- La movida del festival (2000).
- Festival de la Canción de Viña del Mar (2000).
- El triciclo (1999-2000).
- Nace una estrella (2000).

## Reconocimientos
Tras su muerte, el estudio 3 en el Centro de Televisión de Canal 13 donde realizó muchos de sus programas fue bautizado con su nombre Estudio Gonzalo Beltran Martínez-Conde.
En 2007 fue elegido por Revista Wikén en conjunto con el Consejo Nacional de Televisión de Chile y las principales cadenas de televisión —TVN, Canal 13, Mega y Chilevisión— y los diarios del país —El Mercurio y La Segunda—, como el Mejor director de televisión en los primeros cincuenta años de la televisión en Chile.